# Pierre Prüm
Pour les articles homonymes, voir Prüm (homonymie).
Pierre Prüm, né le 9 juillet 1886 à Troisvierges (Luxembourg) et mort le 1er février 1950 à Clervaux (Luxembourg), est un avocat et homme politique luxembourgeois.
Pierre Prüm est le fils de l’homme politique de droite Émile Prüm (lb), originaire de la commune de Clervaux. Devenu avocat et élu député dans le canton de Clervaux, le 16 mai 1918, il quitte le Parti de la droite et fonde le Parti national indépendant. Du 19 mars 1925 au 15 juillet 1926, Pierre Prüm est ministre d’État, président du Gouvernement, directeur général des Affaires étrangères, de l’Intérieur et de l’Agriculture dans le gouvernement Prüm. En 1937, il est élu député dans la circonscription Nord.
De 1926 à 1936, il est juge de paix à Clervaux et de 1940 à 1944, il est membre de la Luxemburger Gesellschaft für Deutsche Literatur und Kunst (abrégé en GEDELIT) — société qui précède le Volksdeutsche Bewegung — et conservateur des archives du cercle culturel de Clervaux. Le 28 novembre 1946, Pierre Prüm est condamné à quatre ans de prison pour collaboration avec l'occupant nazi.